# 2023年中央广播电视总台春节联欢晚会
2023年中央广播电视总台春节联欢晚会，简称2023年央视春晚，是中央广播电视总台在2023年1月21日（农历壬寅十二月三十除夕）为庆祝兔年新年到来而举办的综合性文艺晚会，由蕾担任总导演。本届央视春晚是自1983年开办以来的第41届央视春晚，以“欣欣向荣的新时代中国，日新月异的更美好生活”为主题。

## 前期安排工作
2022年10月，2023年央视春晚已在央视“影视之家”低调建组，央视综艺节目《国家宝藏》的制片人兼总导演于蕾首度担任总导演。
2022年12月22日，正式发布官方标识和吉祥物形象“兔圆圆”。吉祥物“兔圆圆”由总设计、关山月美术馆馆长陈湘波先生和春晚视觉设计团队历时4个月完成，其标志性的四颗上门牙，取自于迄今发现的世界最早的兔形动物“安徽模鼠兔”化石生态复原形象的典型特征。2023年春晚主视觉标识由中国探月工程标识设计者顾永江任主设计师，主体为“兔圆圆”奔跃向上的姿态，同时又是草书“卯”字的幻化变体，寓意“奔跃向上的癸卯兔年”，色彩体系和配色标准由中央美术学院设计学院教授费俊和春晚视觉设计团队构建完成。
2022年12月29日，2023年春晚首支定製歌曲《你好陌生人》正式發布，歌曲採用溫暖敘事的曲風，聚焦那些來自平凡陌生人的善良、信任和暖意。

### 彩排
2022年12月26日、2023年1月3日、1月9日、1月16日，分別组织第一次联排、第二次彩排、第三次大联排、第四次彩排、1月19日录制备播带。与往届央视春晚不同的是，本届春晚的彩排时间突破了每2天安排一次的惯例，而并不固定，且第一次联排日期大幅度提前，安排在正场直播前近一个月开始（此前首次联排一般在正场直播前10天左右）。

## 节目单
- 总导演：蕾，副总导演：邹为，导演：赵大治、郝婧、宋飞、赵越、董晓峰、魏道胜、王硕
- 主持人：任鲁豫、尼格买提、撒贝宁、龙洋、马凡舒、王嘉宁 [8]

节目单在2023年1月20日（年廿九）公布：
| 序号 | 類型         | 节目                                 | 表演者 |
| ---- | ------------ | ------------------------------------ | --- |
| 1    | 開場         | 《花開種花家》                       | 成龍（香港）、武大靖、徐夢桃、高亭宇、秦海璐、苏有朋（台湾）、杨紫、沙溢、王宝强、赵丽颖、白宇、吴磊、欧豪、宋祖儿、宋轶、万茜、热依扎、秦岚、祖絲（澳门） 合唱：北京爱乐合唱团、喜德县中坝村果果合唱团、马兰花儿童声合唱团 舞蹈：吉林市歌舞团、山东师范大学、江西省歌舞剧院、中国邮政艺术团、中南民族大学音乐舞蹈学院、南京传媒学院舞蹈学院、空军蓝天幼儿艺术团、中央军委机关事务管理总局红星幼儿园、荷花舞蹈联盟街舞团 |
| 2    | 歌曲         | 《开饭！开fun!》                     | 演唱：大张伟、张若昀 舞蹈：山东师范大学、中国邮政艺术团、荷花舞蹈联盟街舞团、南京传媒学院舞蹈学院 |
| 3    | 歌曲         | 《百鸟归巢》                         | 演唱：谭维维 表演：赖多俐（台湾）、厦门市南乐团、泉州市南音传承中心、泉州师范学院 |
| 4    | 相声         | 《我的变、变、变》                   | 表演：岳云鹏、孙越 魔术指导：简伦廷（台湾） |
| 5    | 歌曲         | 《好运全都来》                       | 演唱：邓超、王二妮 舞蹈：中南民族大学音乐舞蹈学院、江西省歌舞剧院 |
| 6    | 杂技         | 《龙跃神州》                         | 领舞：杨浩、李一凡、张浩正 表演：沧州杂技团、沧州职业技术学院、河北吴桥杂技艺术学校、吉林市歌舞团 |
| 7    | 歌曲         | 《绿水青山》                         | 演唱：黃霄雲、宋轶、宋祖儿、单依纯 黄梅戏表演：潘柠静、张小威 舞蹈：中国邮政艺术团、南京传媒学院舞蹈学院 |
| 8    | 小品         | 《初见照相馆》                       | 表演：震、孙茜、白宇帆、张佳宁、马旭东、吕腾飞、李红佳 |
| 9    | 歌曲         | 《你好，陌生人》                     | 演唱：毛不易 表演：李奎、中国邮政艺术团 |
| 10   | 武术         | 《演武》                             | 表演：赵文卓、少林武僧团、河南少林塔沟武校 |
| 11   |              | 公益广告一《「村」晚》               | 公益广告一《「村」晚》 |
| 12   | 少儿民俗表演 | 《我和爷爷踩高跷》                   | 领舞：李岩、周孟影 表演：山东省招远市实验幼儿园金娃艺术团、山东省莱州中华武校 |
| 13   | 圆桌脱口秀   | 《给我一分钟》                       | 表演：赵晓卉、邱瑞、何广智、徐志胜 |
| 14   | 歌曲         | 《跟往事干了好几杯》                 | 演唱：姜育恒（台湾）、苏有朋（台湾）、王铮亮、汪苏泷 舞蹈：中国邮政艺术团、江西省歌舞剧院、中南民族大学音乐舞蹈学院 |
| 15   | 舞蹈         | 《碇步桥》                           | 领舞：朱洁静（上海歌舞团） 表演：浙江音乐学院 |
| 16   | 微电影       | 《我和我的春晚》                     | 演员：黄渤、吴京、马思纯、范伟、沈腾、马丽、王宝强、方青卓、潘斌龙、白宇、荣梓杉、金长勇、白恩、春夏等 |
| 17   | 合唱         | 《早安，阳光》                       | 表演：全国各行各业百姓歌手、中国残疾人艺术团、苏尼特右旗乌兰牧骑、北京大学第一医院 |
| 18   | 小品         | 《马上到》                           | 表演：王宝强、杨紫、王宁 |
| 19   | 歌曲         | 《小哥》                             | 演唱：黄渤 舞蹈：中南民族大学音乐舞蹈学院、山东师范大学、中国邮政艺术团、荷花武道联盟街舞团、南京传媒学院舞蹈学院 |
| 20   | 创意节目     | 《满庭芳·国色》                      | 演唱：赵丽颖 表演：唐诗逸（中国歌剧舞剧院）、姜爱东（北京舞蹈学院）、王念慈（北京舞蹈学院）、李纬然（中国歌剧舞剧院）、苏海陆（北京舞蹈学院） |
| 21   |              | 公益广告二《花开种花家，幸福中国年》 | 公益广告二《花开种花家，幸福中国年》 |
| 22   | 歌曲         | 《花开忘忧》                         | 演唱：周深 表演：李光复、孙桂田 |
| 23   | 戏曲         | 《华彩梨园》                         | 表演：杜喆、戴忠宇、王胜男、吴奇峪、史依弘、张馨月、付佳、孟广禄、方旭、孟宪腾、杨霞云、于泳、周恩旭、侯宇、唐春园、宋保端、周宏伟、黄艳艳、吴清华、郑国凤、王滨梅、景雪变、杨少彭、蓝天、李博、李衍茂、郑智元（7岁）、尚奕锦（4岁）、李汶燃（6岁）、郭丁菲（8岁）、邵兰舒（9岁）、焦艺洋（7岁）、王若宁（9岁）、魏佳欣（9岁） 参演单位：浙江婺劇藝術研究院、吉林市歌舞团、空军蓝天幼儿艺术团 |
| 24   | 小品         | 《坑》                               | 表演：沈腾、马丽、艾伦、常远、宋阳、健 |
| 25   | 歌曲         | 《是妈妈是女儿》                     | 演唱：黄绮珊、希林娜依·高 |
| 26   | 创意节目     | 《当「神兽」遇见神兽》               | 演唱：阿云嘎、杨恩又、洪烈、刘楚恬、余骁睿、曹涵熙、张轩睿、张婉儿 表演：萌七少儿艺术团、延安STC街舞、TI 舞团 |
| 27   | 歌曲         | 《未来我来》                         | 演唱：欧豪、白宇、魏晨、吴磊 舞蹈：山东师范大学、中国邮政艺术团、中南民族大学音乐舞蹈学院、江西省歌舞剧院 |
| 28   | 小品         | 《上热搜了》                         | 表演：孙涛、秦岚、黄杨、黄才伦 |
| 29   | 歌曲         | 《马上就会好的》                     | 演唱：小柯、沙溢、秦海璐、胡夏、孟慧圆、李光洁 舞蹈：中国邮政艺术团、江西省歌舞剧院、中南民族大学音乐舞蹈学院 |
| 30   | 舞蹈         | 《锦绣》（舞剧《五星出东方》选段）   | 表演：北京演艺集团 |
| 31   |              | 《一带繁花一路歌》                   | 演奏：郎朗、吕思清、金玥、丁晓逵、董晓琳、潘玥晨、吴琼、赵浩楠、陈崴 · 伴唱：易铭、张鑫鑫、徐梦丹 · 印度尼西亞歌曲《美丽的梭罗河》（演唱：罗莎） · 希腊歌曲《比雷埃夫斯的孩子》（演唱：塞奥佐拉·巴卡） · 塞爾維亞歌曲《那遥远的地方》（演唱：斯洛博丹·特古拉） · 埃及歌曲《太阳露出了它最美的光芒》（演唱：恩娜·法迪尔、沙伊玛·阿里、桑德拉扎·卡利亚、德米阿娜·塔德罗斯） · 巴基斯坦歌曲《克麗娜》（演唱：薩希爾·阿里·柏伽） · 新西兰歌曲《河水湍湍》（演唱：海莉·韋斯特娜） · 坦桑尼亚歌曲《馬萊卡》（卡羅拉·基娜莎) · 阿根廷歌曲《一步之遙》（吉列爾莫·費爾南德斯） · 歌曲《我的草原》（迪瑪希） · 中国歌曲《茉莉花》（表演：一帶一路沿線各國藝術家） |
| 32   |              | 公益广告三《「跃」来「跃」好》       | 公益广告三《「跃」来「跃」好》 |
| 33   | 歌舞         | 《我的家乡》                         | 演唱：阿兰·达瓦卓玛（藏族）、黛青塔娜（蒙古族）、吴彤、艾热（维吾尔族）、张尕怂 吉他：赵卫、希博 键盘：傅戈雷 鼓：宋鹏杰 贝斯：贾文恺 冬不拉：穆热阿勒 迪庆弦子：格茸 扎木念：普琼次仁 库布孜：阿尔生·巴哈题 |
| 34   | 歌曲         | 《青春向太阳》                       | 演唱：成龙（香港）、彭昱畅、蒋依依、郭俊辰、陈立农（台湾）、炎明熹（香港）、祖丝（澳门） 舞蹈：山东师范大学、江西省歌舞剧院、中南民族大学音乐舞蹈学院 |
| 35   | 歌曲         | 《给所有朋友们的歌》                 | 演唱：孙楠、李克勤（香港） |
| 36   | 歌曲         | 《家园》                             | 演唱：家园计划合唱团、中央民族大学 |
| 37   | 歌曲         | 《远征》                             | 演唱：廖昌永、吴碧霞、王凯、郁可唯 舞蹈：山东师范大学、中南民族大学音乐舞蹈学院、中国邮政艺术团、江西省歌舞剧院 |
| 38   |              | 零点钟声                             | 嘉宾：费俊龙、邓清明、张陆（神舟十五號乘组） |
| 39   | 歌曲         | 《新春蹦蹦》                         | 演唱：凤凰传奇、董宝石、赵今麦 舞蹈：山东师范大学、中南民族大学音乐舞蹈学院、中国邮政艺术团、江西省歌舞剧院 |
| 40   | 小品         | 《对视50秒》                         | 表演：金靖、周铁男、闫佩伦 |
| 41   | 歌曲         | 《合拍》                             | 演唱：许嵩 舞蹈：吉林市歌舞团 |
| 42   | 杂技         | 《勇往直前》                         | 领舞：石仁琦、李松霖、杨晋豪 表演：中国杂技团、吉林市歌舞团 |
| 43   | 舞蹈         | 《我们的田野》                       | 表演：辽宁芭蕾舞团 |
| 44   | 歌舞         | 《梦在春天如愿》                     | 演唱：魏松、霍勇、么红、王莉 舞蹈：吉林市歌舞团 |
| 45   | 歌曲         | 《难忘今宵》                         | 表演：全体演员 |

## 商业广告

### 报时赞助商

#### 整点报时
- 江苏宿迁洋河酒厂梦之蓝：【旁白】新年有梦 美满中国 为梦想去创造 梦之蓝诚邀全球华人一起看春晚

#### 晚会期间报时
- 江苏宿迁洋河酒厂梦之蓝：梦之蓝提示您 距农历新年第一次钟声还有约X小时

#### 零点报时
- 江苏宿迁洋河酒厂梦之蓝：【旁白】梦之蓝恭祝全球华人新春快乐 梦想成真（零点后展示文字“梦之蓝恭祝全球华人新春快乐”）

### 赞助商
- 安徽亳州古井贡酒 年份原浆

### 独家互动合作伙伴
- 五粮液

## 播出时间

### 電視直播
- 中国大陆
  - 中央广播电视总台：中国中央电视台综合频道（CCTV-1）（含港澳版，now寬頻電視541、澳广视71、港台电视33、香港有線電視341）、综艺频道（CCTV-3）、中文国际频道（CCTV-4）、国防军事频道（CCTV-7）、少儿频道（CCTV-14）、音樂频道（CCTV-15）、农业农村频道（CCTV-17）、4K超高清频道（CCTV UHD）、8K超高清频道、全国各地大部分卫星电视频道、地面无线电视频道、公交车移动电视频道（含湖南卫视同步直播），中央人民广播电台（中央广播电视总台中国之声、中央广播电视总台音乐之声、中央广播电视总台经典音乐广播、中央广播电视总台文艺之声、大湾区之声、台海之声、中国乡村之声、中央广播电视总台环球资讯广播、南海之声、中央广播电视总台中国交通广播等广播频率）：2023年1月21日晚20点00分
  - 中國環球電視網 ：各頻道以「CGTN Super Night 2023」（CGTN超级夜）作正式名稱，而央視春晚廣告時段和小品類節目將會改為CGTN製作的特別節目
    - 英語頻道（英文：CGTN Super Night – 2023 Spring Festival special）：2023年1月21日晚19点30分（部分節目時段將改為英語頻道製作的特備節目）[11]
      - 主持人：加斯托里·瑪妮卡姆、李秋媛、朱濂安、楊砥、大衛（西班牙語台主持人）、蒂娜（法語台主持人）、郝拉（阿拉伯語台主持人）、阿納斯塔西婭·科爾舒諾娃（俄語台主持人）[12]

    - 法語頻道（法文：Gala de la Fête du Printemps de China Media Group ）：2023年1月21日晚19点30分（部分節目時段將改為法語頻道製作的特備節目）[13]
    - 西班牙語頻道（西班牙文：Gala de la Fiesta de la Primavera 2023）：2023年1月21日晚19点30分（部分節目時段將改為西班牙語頻道製作的特備節目）[14]
    - 俄語頻道（俄文：Новогодний гала-концерт Медиакорпорации Китая – 2023）：2023年1月21日晚20点00分（部分節目時段將改為俄語頻道製作的特備節目）[15]
    - 阿拉伯語頻道：2023年1月21日晚19点30分（部分節目時段將改為阿拉伯語頻道製作的特備節目）[11]

- 香港
  - 無綫電視財經 體育 資訊台：2023年1月21日20:00-1月22日00:30以「2023 癸卯年中央廣播電視總台春節聯歡晚會」名義播出。
  - 有線電視綜合娛樂台：2023年1月21日20:00-1月22日00:30以「中央廣播電視總台2023年春節聯歡晚會」名義播出。
  - 奇妙電視香港國際財經台：2023年1月21日21:00-23:00及1月21日23:17-1月22日02:00以「中央廣播電視總台2023年春節聯歡晚會」名義轉播。
  - NowJelli紫金國際台：2023年1月21日20:00-1月22日00:30以「2023中央廣播電視總台春節聯歡晚會」名義播出。
  - 香港電台

- 澳門
  - 澳門綜藝頻道：2023年1月21日20:00-1月22日00:30以「直播2023中央廣播電視總台春節聯歡晚會」名義播出。

- 美国 [16]
  - 美國中文電視台
  - 美國城市衛視
  - 美國Sino TV
  - 美國ODK Media

- 加拿大 [16]
  - 加拿大新動力傳媒
  - 加拿大魅力中國

- 阿联酋 [16]
  - 阿聯酋中阿衛視

### 重播
- 中国中央电视台以下频道亦进行了重播（重播的语言类节目均配有字幕，除特别注明外，均以北京时间为准）：
  - 综合频道：1月22日8:37-14:00（中插《新闻30分》）、1月23日22:37-1月24日3:30、1月25日8:37-14:00（中插《新闻30分》）
  - 财经频道：1月22日11:30-16:20、1月22日19:30-1月26日0:20、1月23日19:30-1月23日0:20、1月24日9:03-13:50
  - 综艺频道：1月22日0:54-5:30、11:28-16:20
  - 中文国际频道：1月22日9:00-14:45（中插《中国新闻》）、1月22日15:08-20:00、1月23日9:04-15:00（中插《中国新闻》）
  - 农业农村频道：1月22日13:30、1月23日6:40、1月24日13:30-18:30
  - 少儿频道：1月24日22:05-收台
  - 音樂频道：1月22日6:00-11:00
  - 4K超高清频道：1月22日6:00-11:00
  - 8K超高清频道：1月22日6:00-11:00
- 中国湖南卫视：1月24日13:30-18:30（录制中央电视台农业农村频道版本）。
- 新加坡新传媒8频道：1月24日13:30-18:30、1月25日1:30-6:00（录制中央电视台农业农村频道版本)。

### 新媒體直播
- 中国大陆
  - 網路平台：春晚在央视频、央视新闻、云听、央视网、央广网、国际在线等播出。
  - 國內社交媒體平台：中央广播电视总台旗下的央視新聞、央視頻、央視網的抖音、快手、微博帳號等同時進行直播。
  - 國外社交媒體平台：Youtube頻道“CCTV春晚”提供直播面向海外和港澳台觀眾的全程直播，後上載春晚分段版本。

- 香港
  - 大公文汇网、香港通訊社、香港商報、橙新聞、點新聞、亚洲电视数码媒体于除夕夜在Youtube直播春晚。

- 日本
  - Niconico動畫：于2023年1月21日15:30（UTC+09:00）開始同步直播。

### 新媒體
- 中国大陆
  - 中央廣播電視總台：CCTV春晚頻道上載春晚高清和4K版分段版，以及英文字幕跑馬燈版春晚（主要播放歌舞類節目）。
  - 中國環球電視網：CGTN五個外語頻道均上載CGTN超級夜節目和央視春晚歌舞類短片；而法語、西班牙語頻道則上載CGTN超級夜完整版[17]和歌舞類節目完整版[18]。
  - China Zone ： 俄語[19]、法語[20]、阿拉伯語[21]、韓語[22]、義大利語[23]、英語[24]、葡萄牙語[25]、泰語[26]、西班牙語[27]和日語[28]版本的濃縮版春晚（歌舞類節目）在央視旗下頻道（中国国际电视总公司搭建的中国影视节目海外传播品牌）「China Zone - 紀錄片」Youtube頻道發布

## 花絮
- 此前连续多年（2010-2022年，2012年演唱《前门情思——大碗茶》）演唱结束曲《难忘今宵》的李谷一因在染疫後初愈，未能参演本届春晚，而本年度的结束曲《难忘今宵》也首次使用无伴奏合唱式演唱。[29]
- 连续五年上春晚的组合贾玲和张小斐未能参演本届春晚，前飞儿乐团主音詹雯婷曾经现身春晚第二次彩排，但因故未能参演本届春晚。
- 年僅17歲的炎明熹成為歷屆春晚最年輕香港或台灣歌手，亦成為首位登上春晚的香港00後。[30]
- 本届央视春晚和上届相比，专门设置的杂技节目暌违3年回归春晚舞台；相反，本年度并没有设置专门的魔术类节目，而在本届唯一的相声节目裡，岳云鹏在节目接近尾声时表演了一个小魔术。
- 本届春晚歌曲节目《百鸟归巢》以世界级非遗南音为背景创作，由台湾南音传承人赖多俐、泉州师范学院、泉州市南音传承中心以及厦门市南乐团共同演绎，是春晚历史上首个南音节目[31]。舞蹈节目《碇步桥》灵感取材于浙江温州泰顺县仕水村碇步石桥，也是继2022年的《忆江南》之后，浙江的舞蹈团队连续两年登上央视春晚[32]。另外在戏剧节目中，莆仙戏也首次登上春晚舞台。[33]
- 周深演唱《花开忘忧》时，歌词字幕围着周深显现，其中“门”字正好卡在了他的头上，被网友笑称“周深被门夹了”“变成了闪”[34]。

## 爭議
- 春晚第一次彩排的新闻发布后，网易出现一篇题为《热议：建议取消2023年央视春节联欢晚会的呼声越来越大》的文章，不过很快被下架。[35][36]
- 本届春晚小品《初见照相馆》因为其失败的故事逻辑和催婚情节而遭到网友们如潮水般的恶评[37]。
- 本届春晚小品《坑》讽刺了那些在官场上躺平、不幹实事、糊弄群众的干部，获得网友们的一致好评，其中主演沈腾的一句台词“人民群众对道路潜在风险的察觉性不足”，也被一些网民解读为是在暗讽2022年乌鲁木齐大火后政府官员在发布会上称“部分居民自防自救能力弱”。中央纪委国家监委发文评论说，“躺平式干部”的社会危害是显而易见的，表示“不能让‘躺平式干部’再坑人了”“他们的行为，贻误的是党和国家事业发展，损害的是民生福祉”。[38]在幕后采访节目中，沈腾、马丽透露了舞台上发生的意外，例如沈腾临时改词，马丽上台时鞋跟意外断掉等。最大的意外是春晚总导演透露的，由于《坑》的节目时长短了2分多钟，导致节目组启动所有应急预案[39]。
- 本届春晚有3首歌曲事后被指出疑似抄袭。其一是开场曲《花开种花家》涉嫌撞曲日本动漫游戏其中的一首插曲《Peaceful》；第二是《当“神兽”遇见神兽》疑似剽窃日本虚拟歌手初音未来的《Freely Tomorrow》；最后是《早安，阳光》的组曲之一《早安隆回》被质疑抄袭1991年德国唱作歌手阿奇姆·瑞切尔（Achim Reichel）发行的歌曲《Aloha Heja He》以及《歌声与微笑》《夜空中最亮的星》（此曲也曾在晚会前一周出现在2023年湖南卫视春晚节目中）。目前还暂时未有任何一方确定抄袭行为成立[b]，上述事件尚无定论。[40]

## 收视率
1月22日公布的初步统计数据显示，2023年春晚电视端直播收视率为20.23%，新媒体直播用户规模达6.55亿人，相比去年直播增加47.7%，竖屏看春晚累计观看规模达1.79亿人，相比去年增幅超50%。央视频客户端2023年春晚互动人次达1.08亿次。
結合中央廣播電視總台旗下全部電視頻道、新媒體平台等數據，2023年春晚總共累積110億次觀看，成為歷屆之最。而中國環球電視網旗下5條電視頻道和68種語言新媒體平台實現了173個國家和地區、1000多家媒體的直播，瀏覽量共2.77億次。